# Равицький Микола Петрович
Мико́ла Петро́вич Рави́цький (* 29 січня 1921, Сорочанове — 8 травня 1998, Київ) — радянський український театральний режисер. Батько режисера Ігора Равицького.

## Біографія

Могила Миколи Равицького

Народився 29 січня 1921 року в селі Сорончаковому (нині Бобринецького району Кіровоградської області). Член ВКП(б) з 1941 року. Брав участь у німецько-радянській війні.
1950 року закінчив Київський інститут театрального мистецтва імені І. Карпенка-Карого (педагоги В. Неллі та В. Вільнер).
- У 1950–1958 роках працював режисером Івано-Франківського українського музично-драматичного театру імені І. Франка;
- У 1958–1970 роках — головний режисер Херсонського українського музично-драматичного театру;
- У 1970–1974 роках — режисер Запорізького театру імені Миколи Щорса;
- У 1975–1979 роках — режисер Київського театру юного глядача.

В 1973–1975 роках — начальник управління театрів Міністерства культури УРСР, з 1979 року — директор київського театру «Дружба».
Помер 8 травня 1998 року. Похований в Києві на Байковому кладовищі.

## Постановки
Серед вистав:
- «Маруся Богуславка», «За двома зайцями» М. Старицького;
- «Кассандра» Лесі Українки;
- «Крила», «Мої друзі» О. Корнійчука;
- «Сині роси» М. Зарудного;
- «Шалені гроші» О. Островського;
- «Третя патетична» М. Погодіна;
- «Потомки запорожців» О. Довженка;
- «З коханням не жартують» П. Кальдерона.

Спектакль «Дикий Ангел» О. Коломійця здійснив у Грузинському драматичному театрі імені О. Цуцунаве (Махарадзе).

## Відзнаки
- народний артист УРСР з 1967 року;
- нагороджений:
  - орденами Червоної Зірки (14 квітня 1958), Вітчизняної війни 1 ступеня (6 квітня 1985);
  - медаллю «За перемогу над Німеччиною у Великій Вітчизняній війні 1941—1945 рр.» (9 травня 1945)[1].